# 低出生体重児
低出生体重児（ていしゅっしょうたいじゅうじ、ていしゅっせいたいじゅうじ）とは、出生時に体重が2,500g未満の新生児のことを言う。

## 原因
大きく分けて、在胎週数が短く出生する早産のために出生体重が小さくなる場合（一般的には「早産児」または「未熟児」と呼ばれる）と、子宮内での胎児の体重増加が悪い胎児発育遅延のために出生体重が小さくなる場合との2つがあり、両方の原因が組み合わさって出生する場合もある。
胎児発育遅延は、胎児自身の異常（先天性心疾患、染色体異常など）や、妊婦側の異常（妊娠高血圧症候群、極端な「やせ」、喫煙や飲酒、歯周病など）、胎盤および臍帯の異常などによって起こる。
在胎週数に比して出生体重が著しく小さい児（体重が在胎期間別出生時体格標準値における10パーセンタイル未満の児）をlight-for-dates (LFD) 児と呼び、在胎週数に比して出生時の身長・体重がともに著しく小さい児（身長・体重ともに在胎期間別出生時体格標準値における10パーセンタイル未満の児）をsmall-for-dates (SFD) 児と呼ぶ。これに対し、在胎週数に比して出生体重が著しく大きい児（体重が在胎期間別出生時体格標準値における90パーセンタイル以上の児）をheavy-for-dates (HFD) 児と呼び、在胎週数に比して出生時の身長・体重がともに著しく大きい児（身長・体重ともに在胎期間別出生時体格標準値における90パーセンタイル以上の児）をlarge-for-dates児と呼ぶ。

## 分類
厚生労働省の低出生体重児保健指導マニュアルによると低出生体重児は、その出生体重によりさらに以下のように分類される。
| 出生時体重範囲      | 呼称           |
| ------------------- | -------------- |
| 4000g以上           | 高出生体重児   |
| 2500g以上 4000g未満 | 正出生体重児   |
| 2500g未満           | 低出生体重児   |
| 1500g未満           | 極低出生体重児 |
| 1000g未満           | 超低出生体重児 |

従って低出生体重児には極低出生体重児と超低出生体重児が含まれ、極低出生体重児には超低出生体重児が含まれる。
かつては、極低出生体重児を極小未熟児、超低出生体重児を超未熟児と呼んでいた。

## 治療
早産児は児の生命機能が未熟であるため、未熟性の程度に応じてさまざまな合併症をきたす可能性がある。そのため、在胎週数36週未満の早産児は、一般に新生児特定集中治療室(NICU)が設置されている周産期母子医療センターに入院して保育される。特に32週未満の児では肺の未熟性のために重篤な呼吸障害（急性呼吸窮迫症候群）等の合併症のリスクが高まるし、超低出生体重児では循環障害による脳室内出血、動脈管開存による肺出血など致命的な合併症を来たす可能性があり、必ず専門施設での治療が必要である。
低出生体重児であっても、在胎週数が進んで正期産または正期産に近い児であれば、生命機能は比較的成熟している。出生直後の低血糖のリスクは高まるが、出生後の哺乳・体重増加は概して良好であり、問題は少ないことが多い。

## 予後

### 日本における超低出生体重児の生命予後
日本小児科学会のハイリスク新生児医療全国調査小委員会の報告によると、2010 年に出生した 3,070 名の超低出生体重児の出生体重群別死亡率は、下表の通りであった。
| 出生体重群  | 入院数 | 早期新生児死亡 | 早期新生児死亡 | 新生児死亡 | 新生児死亡 | 死亡退院 | 死亡退院 |
| 出生体重群  | 入院数 | n              | (%)            | n          | (%)        | n        | (%)      |
| ----------- | ------ | -------------- | -------------- | ---------- | ---------- | -------- | -------- |
| 400 g 未満  | 53     | 12             | 22.6           | 20         | 37.7       | 28       | 52.8     |
| 400 - 499 g | 197    | 27             | 13.7           | 51         | 25.9       | 73       | 37.1     |
| 500 - 599 g | 427    | 38             | 8.9            | 61         | 14.3       | 86       | 20.1     |
| 600 - 699 g | 533    | 27             | 5.1            | 53         | 9.9        | 74       | 13.9     |
| 700 - 799 g | 582    | 21             | 3.6            | 33         | 5.7        | 53       | 9.1      |
| 800 - 899 g | 619    | 18             | 2.9            | 23         | 3.7        | 37       | 6.0      |
| 900 - 999 g | 659    | 6              | 0.9            | 10         | 1.5        | 25       | 3.8      |
| 合計        | 3,070  | 149            | 4.9            | 251        | 8.2        | 376      | 12.2     |

このうち、在胎期間が不明であった 4 名を除く在胎期間別の死亡率は、下表の通りであった。
| 在胎週数群 | 入院数 | 早期新生児死亡 | 早期新生児死亡 | 新生児死亡 | 新生児死亡 | 死亡退院 | 死亡退院 |
| 在胎週数群 | 入院数 | n              | (%)            | n          | (%)        | n        | (%)      |
| ---------- | ------ | -------------- | -------------- | ---------- | ---------- | -------- | -------- |
| 22 週      | 98     | 24             | 24.5           | 40         | 40.8       | 49       | 50.0     |
| 23 週      | 282    | 31             | 11.0           | 57         | 20.2       | 72       | 25.5     |
| 24 週      | 417    | 33             | 7.9            | 54         | 12.9       | 83       | 19.9     |
| 25 週      | 483    | 22             | 4.6            | 36         | 7.5        | 56       | 11.6     |
| 26 週      | 583    | 13             | 2.2            | 22         | 3.8        | 35       | 6.0      |
| 27 週      | 426    | 7              | 1.6            | 16         | 3.8        | 23       | 5.4      |
| 28週以降   | 777    | 17             | 2.2            | 23         | 3.0        | 55       | 7.1      |
| 合計       | 3,066  | 147            | 4.8            | 248        | 8.1        | 373      | 12.2     |

## 関連法規
体重が二千五百グラム未満の乳児が出生したときは、その保護者は、速やかに、その旨をその乳児の現在地の市町村に届け出なければならない。（母子保健法第十八条）

## 動向
昭和30年代に滋賀県の病院が報告した資料によれば、農繁期（夏期）の農家の出生児は非農家と比べると、低体重児の比率が高かったと報告されている。
1980年に5.2%だった2,500g未満出生児の割合は、1990年に6.3%、2000年に8.6%、2009年に9.6%と増加していて、2013年まで9.6%で高止まりしている。また、新生児全体の体重としても、厚生労働省が10年ごとに行う「乳幼児身体発育調査」において、戦後の経済成長とともに増加を続けていた平均出生体重が1980年をピークに減少に転じ、2000年には戦前の1940年-1942年を下回る水準に達していた。他の先進国で女性の体格向上に伴い出生体重も漸増を続けているのに対し、日本での傾向は特異的である。日本での平均出生体重低下の要因として妊娠中の体重抑制傾向があり、母親の喫煙率の上昇、妊娠可能年齢女性の痩せ体型の増加などが指摘されている。
低出生体重児の増加や平均出生体重の低下原因に関して、女性の平均身長の伸びに対して平均体重の伸びは少なく痩せ傾向に進んでいること、諸外国に比べて日本における妊婦の体重増加制限は厳格に指導されがちなこと、高齢出産の増加、20代から30代女性の喫煙率の増加、不妊治療等による多胎率の増加（ただし単胎の低出生体重児に限っても、1980年の4.6%から2009年の8.3%へと増加している）、医療技術の進歩に伴いかつては死産となっていた早産児が極低出生体重児・超低出生体重児として生存していることなど、複合的な要因が指摘されている。
2023年現在、全国36道府県で低出生体重児用の手帳「リトルベビーハンドブック」が作成、運用されている。2006年に熊本県がつくった「リトルエンジェル手帳」が先駆けで、2011年に静岡県の当事者がリトルベビーハンドブックを作成、2020年に岐阜県や福岡県も導入した。

## 関連書籍
- 仁志田博司、楠田聡『超低出生体重児 新しい管理指針』メジカルビュー社、2006年1月。ISBN 978-4758305334。